# Апостольская нунциатура
Апо́стольская нунциату́ра — дипломатическая миссия Ватикана высшего уровня, эквивалент посольства.
Главой апостольской нунциатуры является нунций. Нунций — это церковный дипломатический ранг, происходит от латинского nuntius — вестник. Папский нунций (официально известный как Апостольский нунций) является постоянным дипломатическим представителем (главой дипломатической миссии) Святого Престола в стране или международной организации (например, Лиге арабских государств), он имеет ранг Чрезвычайного и Полномочного посла и, как правило, церковный ранг титулярного архиепископа.
Кроме того, нунций служит связующим звеном между Святым Престолом и католической церковью в конкретном государстве, осуществляет надзор за епархиальными епископами и играет важную роль в выборе епископов.